# 天主教戈佐教區
天主教戈佐教區（拉丁語：Dioecesis Gaudisiensis）是羅馬天主教在馬爾他的一個教區及該國兩個天主教教區之一。此教區屬馬爾他總教區。教區於1864年9月22日成立，當時直屬聖座。
教區管轄戈佐島，教座位於維多利亞，2004年時有31,786名教友，佔轄區總人口98.4%。教區下轄15個堂區，有203名司鐸。
現任教區主教為安多尼·圖馬。